# The Good Times and the Bad Ones
The Good Times and the Bad Ones è il secondo album in studio della boy band statunitense Why Don't We, pubblicato nel 2021.

## Tracce
1. Fallin' (Adrenaline) – 3:36
2. Slow Down – 3:08
3. Lotus Inn – 3:15
4. Be Myself – 3:33
5. Love Song – 2:31
6. Grey – 4:37
7. For You – 3:22
8. I'll Be Okay – 3:22
9. Look at Me – 1:57
10. Stay – 2:47

Tracce Bonus - Edizione Giapponese
1. Fallin' (Adrenaline) (Goldhouse remix) – 3:46
2. Fallin' (Adrenaline) (live) – 3:38
3. Fallin' (Adrenaline) (acoustic) – 3:36